# Mala Braina
Mala Braina (cyr. Мала Браина) – wieś w Serbii, w okręgu jablanickim, w gminie Medveđa. W 2011 roku liczyła 5 mieszkańców.